# TAIKI (歌手)
TAIKI（たいき、1980年2月28日 - ）は関西を中心に活動する歌手、司会者。

## 略歴
インディーズでは2003年にデビュー。
2017年、「グッバイマイロード」でデビュー。今作で初の作詞に挑戦する。
カバーアルバム「昭和唄の缶詰」では、プロデューサーに澤田隆治を迎えての製作となった。
自身のSNSで椎名林檎の愛好家であることを公表。

## ディスコグラフィー
- 2013年 6月「昭和唄の缶詰」（ミソラレコード）
- 2017年 5月「グッバイマイロード」（アクトラスレコード）
- 2025年 2月「宝達志水町賛歌/もう一度歌おう千里浜で...」（アクトラスレコード） - 石川県の観光・同窓会ソング[1]

## 出演

### テレビ
歌番組
- サンテレビ　「演歌味めぐり」「演歌TV.com」「カラオケ大賞」MC
- jcom 「演歌ジャックス」
- BS12 「新歌謡曲の匠」MC

その他
- 暴れん坊将軍
- 水戸黄門  他

### 映画
- 火天の城
- 憑神
- 赤影
- 大奥 他

### ラジオ
- ラジオ関西　「TAIKIの「歌謡ナイト」」（2023年10月3日 - 2024年3月26日）
- FM宝塚
  - 「南出正光とMARIの黄昏トークソング」 - 2025年4月よりレギュラー出演
  - 「プラトン玉手箱」 - レギュラー出演　（2025年7月 - ）